# Кубок Президента республики Северная Осетия — Алания
Кубок Президента республики Северная Осетия-Алания — товарищеский футбольный турнир в честь первых выборов президента РСО-Алания, который ежегодно с 1994 по 1996 год проходил во Владикавказе. В 1995 году турнир был включён в календарь ФИФА. С 1997 года турнир прекратил своё существование.

## Регламент турнира
Турнир проводится по олимпийской системе: все команды стартуют с полуфинала. По итогам матчей определяются финалисты Кубка и участники матча за 3 место. Победитель турнира получает Кубок, изготовленный фирмой «Таму» — денежного вознаграждения за победу и за участие не предусмотрено (однако, принимающая сторона приезжающим издалека соперникам возмещает все расходы). Главной особенностью турнира было то, что ни одна из зарубежных команд не могла выступать во Владикавказе дважды.

## Место проведения
Все матчи проходили во Владикавказе на стадионе «Спартак».

## Победители и участники
| Год  | 1 место               | 2 место         | 3 место       | 4 место     |
| ---- | --------------------- | --------------- | ------------- | ----------- |
| 1994 | Спартак (Владикавказ) | Боавишта        | Дженоа        | Реал Овьедо |
| 1995 | Спартак-Алания        | Атлетико Мадрид | Васко да Гама | Мехелен     |
| 1996 | Ботафого              | Валенсия        | Осер          | Алания      |

## 1994
| 4 июня 1994 1/2 финала | «Дженоа» | 0:2 | «Боавишта»                                    | Владикавказ      |
|                        |          |     | 0:1 Литуш 86′ (пен.) · 0:2 Артур Оливейра 88′ | Стадион: Спартак |

| 4 июня 1994 1/2 финала | «Спартак» (Владикавказ)                                                     | 3:3 (5:4 пен.) | «Овьедо»                                             | Владикавказ      |
|                        | 1:1 Назим Сулейманов 53′ · 2:3 Назим Сулейманов 85′ · 3:3 Игорь Горелов 89′ |                | 0:1 Оли 7′ · 1:2 Оли 60′ · 1:3 Славиша Йоканович 66′ | Стадион: Спартак |

| 5 июня 1994 Матч за 3-е место | «Дженоа»        | 1:1 (3:1 пен.) | «Овьедо»       | Владикавказ      |
|                               | 1:1 Руотоло 36′ |                | 0:1 Карлос 14′ | Стадион: Спартак |

| 5 июня 1994 Финал | «Спартак» (Владикавказ)                         | 2:1 | «Боавишта»      | Владикавказ      |
|                   | 1:1 Мирджалол Касымов 56′ · 2:1 Ариф Асадов 84′ |     | 0:1 Тавареш 17′ | Стадион: Спартак |

## 1995
| 29 июля 1995 1/2 финала | «Спартак-Алания»                                                                               | 3:0 | «Мехелен» | Владикавказ                                             |
| | 1:0 Анатолий Канищев 21′ · 2:0 Мирджалол Касымов 56′ (пен.) · 3:0 Мирджалол Касымов 59′ (пен.) |     |           | Стадион: Спартак Зрителей: 36 000 Судья: Андрей Бутенко |
| »: Хапов (Гришикашвили, 68), Пагаев, Деркач (Тимофеев, 46), Шелия, Корниенко, Тетрадзе, Агаев, Яновский (Датдеев, 66), Касымов (Джиоев, 62), Канищев (Сикоев, 71), Кавелашвили (Боциев, 63). · »: Друге, Фревен (Бал, 66), Ван Акен, Гисбрехтс, Реген, Леен, Камиллери (Вальгарен, 58), Петерманс (Денейс, 81), Сегерс (Минько, 46), Мельбю (Кесселарс, 76), Мартенс. · Ван Акен, Камиллери, Мартенс, Мельбю, Минько — Деркач. |                                                                                                |     |           |                                                         |

| 29 июля 1995 1/2 финала | «Атлетико» | 0:0 (12:11 пен.) | «Васко да Гама» | Владикавказ                                              |
| |            |                  |                 | Стадион: Спартак Зрителей: 36 000 Судья: Виктор Филиппов |
| »: Молина, Томас (Хели, 46), Солосабаль, Санти, Алехандро (Дани, 46), Станоевич (Вискайно, 46), Роберто (Руано, 56), Каминеро (Паунович, 46), Пенев, Бьянчини (Хуан Карлос, 65), Пирри. · »: Карлуш Жермано, Пиментель, Тиньо, Рикардо Роша, Луизиньо, Бруно Карвальо, Валдир, Жуниньо, Кловиш (Леонардо Сильва, 64), Ян (Жеовани, 64), Сидней. · Каминеро, Пирри, Руано — Валдир, Пиментель, Жуниньо. · Луизиньо (79'). |            |                  |                 |                                                          |

| 30 июля 1995 Матч за 3-е место | «Мехелен»         | 1:3 | «Васко да Гама»                                                           | Владикавказ                                              |
| | 1:0 Вальгарен 38′ |     | 1:1 Леонардо Силва 71′ · 1:2 Леонардо Силва 82′ (пен.) · 1:3 Оливейро 87′ | Стадион: Спартак Зрителей: 36 000 Судья: Виктор Филиппов |
| »: Друге, Фревен, Ван Акен, Гисбрехтс, Леен, Минько (Кесселарс, 83), Петерманс, Сегерс, Камиллери (Вальгарен, 33), Мельбю, Мартенс. · »: Карлуш Жермано, Пиментель, Тиньо (Леонардо Сикейра, 46), Рикардо Роша, Франка, Бруно Карвальо (Клаудио Гомеш, 76), Валдир (Жеовани, 67), Сидней, Кловиш (Оливейро, 71), Жуниньо, Леонардо Сильва. · Минько, Фревен, Леен — Кловиш, Рикардо Роша. |                   |     |                                                                           |                                                          |

| 30 июля 1995 Финал | «Спартак-Алания»         | 1:0 | «Атлетико» | Владикавказ                                             |
| | 1:0 Анатолий Канищев 90′ |     |            | Стадион: Спартак Зрителей: 38 000 Судья: Андрей Бутенко |
| »: Хапов (Гришикашвили, 90), Пагаев, Деркач (Тимофеев, 75), Шелия, Корниенко, Тетрадзе, Агаев (Джиоев, 46), Яновский, Касымов (Тедеев, 46), Канищев (Сикоев, 71), Кавелашвили. · »: Рикардо (Молина, 90), Хели, Солосабаль, Санти, Тони (Томас, 46), Каминеро, Руано (Роберто, 46), Вискайно (Станоевич, 74), Пенев, Бьянчини (Хуан Карлос, 59), Де ла Сагра (Паунович, 46). · Тетрадзе, Яновский — Хели, Томас, Санти, Пенев, Хуан Карлос, Каминеро (55'). · Каминеро (77'). |                          |     |            |                                                         |

## 1996
| 3 августа 1996 1/2 финала | «Алания»                                            | 2:3 | «Валенсия»                                                | Владикавказ                                             |
| | 1:2 Назим Сулейманов 54′ · 2:3 Назим Сулейманов 75′ |     | 0:1 Валерий Карпин 45′ · 0:2 Фернандо 49′ · 1:3 Виола 62′ | Стадион: Спартак Зрителей: 35 000 Судья: Андрей Бутенко |
| »: Хапов, Пагаев, Скиш (Ревишвили, 46), Корниенко (Тимофеев, 63), Джиоев (Касымов, 34), Тетрадзе, Тедеев, Яновский, Агаев, Сергеев (Боциев, 46), Сулейманов. · »: Субисаррета, Энгонга, Отеро, Камараса, Ромеро (Суарес, 61), Эскурса (Мендьета, 90), Феррейра, Моя, Виола (Поятос, 84), Фернандо, Карпин. · Отеро, Моя, Эскурса, Камараса, Карпин. · Камараса. |                                                     |     |                                                           |                                                         |

| 3 августа 1996 1/2 финала | «Ботафого»                                       | 3:1 | «Осер»             | Владикавказ                                              |
| | 1:0 Дамасено 11′ · 2:0 Тулио 25′ · 3:1 Тулио 80′ |     | 2:1 Стив Марле 11′ | Стадион: Спартак Зрителей: 25 000 Судья: Виктор Филиппов |
| »: Вагнер, Карвальо, Готтардо, Валтемир, Джефферсон, Тулио, Лима (Рикардо Франка, 60), Сонато (Хосе Карлос, 71), Дамасено (Мюллер, 75), Антонио Сантос. · »: Шарбоннье, Данжу, Гома, Сильвестр, Зелич, Энна, Тасфаут (Лаланд, 80), Лямуши, Дениед (Марле, 46), Сибьерски (Лешур, 67), Диомед. · Гома. |                                                  |     |                    |                                                          |

| 4 августа 1996 Матч за 3-е место | «Алания»               | 1:1 (4:5 пен.)                                                       | «Осер»                   | Владикавказ                                                |
| | 1:0 Георгий Боциев 12′ |                                                                      | 1:1 Антуан Сибьерски 54′ | Стадион: Спартак Зрителей: 18 000 Судья: Лом-Али Ибрагимов |
| | Пенальти               |                                                                      |                          |                                                            |
| Тимофеев 1:0 · Пагаев 2:1 · Бесаев 3:2 · Датдеев 3:3 · Боциев 4:4 |                        | 1:1 Дениед · 2:2 Сильвестр · 3:3 Сибьерски · 3:4 Лаланд · 4:5 Лямуши |                          |                                                            |
| »: Крамаренко, Боциев, Деркач (Джулаев, 61), Скиш (Пагаев, 61), Корниенко (Т. Джиоев, 61), Тимофеев, Датдеев, Битаров, Касымов (Бериев, 46), Бакаев (Бесаев, 46), Сикоев. · »: Шарбоннье, Гома, Рад, Сильвестр, Зелич, Энна, Марле (Дениед, 82), Лямуши, Лаланд, Сибьерски, Диомед (Лешур, 44). · Лаланд, Сильвестр. · Зелич. |                        |                                                                      |                          |                                                            |

| 4 августа 1996 Финал | «Ботафого»    | 1:1 (5:4 пен.)                                                     | «Валенсия»                     | Владикавказ                                             |
| | 1:0 Тулио 57′ |                                                                    | 1:1 Гаиска Мендьета 78′ (пен.) | Стадион: Спартак Зрителей: 15 000 Судья: Юрий Чеботарёв |
| | Пенальти      |                                                                    |                                |                                                         |
| Джефферсон 1:1 · Антонио Сантос 2:2 · Вальтемир 3:3 · Готтардо 4:3 · Тулио 5:4 |               | 0:1 Мендьета · 1:2 Карпин · 2:3 Уртадо · 3:3 Ромеро · 4:4 Фернандо |                                |                                                         |
| »: Вагнер, Карвальо (Мюллер, 46), Готтардо, Гротто, Вальтемир, Джефферсон, Тулио, Лима, Сонато (Рикардо Франка, 33), Дамасено (Невес, 63), Антонио Сантос. · »: Бартуаль, Наварро, Энгонга, Кампо, Мендьета, Саэнс, Суарес (Ромеро, 46), Уртадо, Поятос, Ангуло (Фернандо, 88), Виола (Карпин, 63). · Готтардо, Вальтемир, Антонио Сантос — Наварро, Кампо, Ангуло. · Лима — Кампо. |               |                                                                    |                                |                                                         |